# Jabbah
Jabbah (arabisch الجبهة, DMG al-ǧabha ‚Stirn‘), Bayer-Bezeichnung ν Scorpii (Ny Scorpii, kurz ν Sco), ist ein Stern vierter Größenklasse im Sternbild Skorpion. Es handelt sich um ein ca. 460 Lichtjahre entferntes Mehrfachsternsystem, das sich aus sechs oder sieben Sternen zusammensetzt.
Das Jabbah-System ist Mitglied der Scorpius-Centaurus-Assoziation und mit dem Reflexionsnebel IC 4592 assoziiert.

## Aufbau und physikalische Eigenschaften

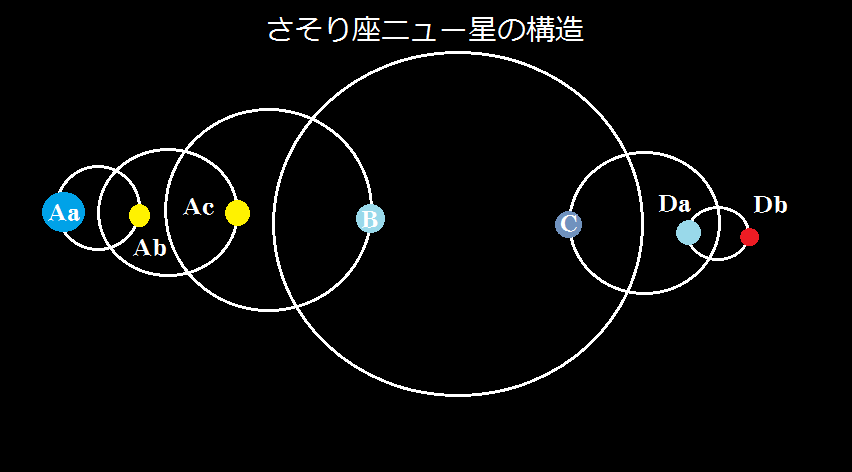
Das Jabbah-System (schematische Darstellung, nicht maßstabsgetreu).

Jabbah ist zumindest ein physisches Sechsfachsternsystem, wahrscheinlich sogar ein Siebenfachsystem. Das ist durchaus bemerkenswert, da man zwar zahlreiche Mehrfachsysteme mit vier oder fünf Komponenten sowie auch einige Sechsfachsysteme (z. B. Castor, Akrab, eventuell Mizar – Alkor) kennt, neben Jabbah aber nur AR Cassiopeiae im Sternbild Kassiopeia als Siebenfachsystem bekannt ist.
Das Jabbah-System unterteilt sich zunächst in zwei Untersysteme: In das Vierfachsystem ν Scorpii A und B (HR 6027, HD 145502) und in das Doppel- oder Dreifachsystem ν Scorpii C und D (HR 6026, HD 145501). ν Scorpii AB und ν Scorpii CD bilden das Hauptsystem mit einer gegenseitigen Umlaufzeit von schätzungsweise 70.000 Jahren. Der Winkelabstand der Systeme beträgt 41,1″, der Positionswinkel des Systems CD bezüglich des Systems AB hat dabei den Wert 337°. Die scheinbaren Helligkeiten betragen für ν Scorpii AB 4,0m und für ν Scorpii CD 6,3m.

### ν Scorpii A und B
ν Scorpii A (HR 6027 A, HR 145502 A) und ν Scorpii B (HR 6027 B, HR 145502 B) besitzen scheinbare Helligkeiten von 4,2m und 6,6m. Die Sterne liegen 1,3″ auseinander, wobei die Komponente B einen Positionswinkel von 2° zur Komponente A aufweist, und umkreisen einander mit einer Umlaufperiode von rund 450 Jahren.
ν Scorpii A gehört der Spektral- und Leuchtkraftklasse B3 V oder B2 IV an. Der Stern besteht in Wahrheit aus drei Einzelsternen –  dies sind ν Scorpii Aa (HR 6027 Aa, HD 145502 Aa), ν Scorpii Ab (HR 6027 Ab, HD 145502 Ab) und ν Scorpii Ac (HR 6027 C, HD 145502 C). Hiervon bilden ν Scorpii Aa und Ab einen spektroskopischen Doppelstern mit einer Umlaufperiode von 5,55 Tagen, bei dem aber nur das Spektrum des Hauptsterns sichtbar ist (spektroskopischer Doppelstern des Typs SB1). Masseschätzungen ergeben für die Komponente Aa rund acht bzw. elf Sonnenmassen und für die Komponente Ab zumindest eine Sonnenmasse. Entsprechend dem Spektraltyp besitzt ν Scorpii Aa eine effektive Oberflächentemperatur von 21.000 K und die 5.000-fache Sonnenleuchtkraft. Die Komponente Ac liegt 0,07″ von Aa/Ab entfernt bei einem Positionswinkel von 346° (Stand: April 2010). Der etwa sechs Sonnenmassen schwere Stern umkreist das Paar Aa/Ab mit einer Periode von etwa einem Jahrzehnt.
Bei ν Scorpii B schätzt man die Masse auf fünfeinhalb bzw. siebeneinhalb Sonnenmassen.

### ν Scorpii C und D
Die Sterne ν Scorpii C (HR 6026 A, HD 145501 A) und ν Scorpii D (HR 6026 B, HD 145501 B) sind 6,6m und 7,2m hell und weisen einen Winkelabstand von 2,4″ auf (Positionswinkel von ν Scorpii D bezüglich C: 56°). Die gegenseitige Umlaufperiode liegt bei rund 1.400 Jahren.
ν Scorpii C besitzt die Spektralklasse B8 und die Leuchtkraftklasse V und hat etwa vier Sonnenmassen.
Die Komponente ν Scorpii D zeigt Veränderungen in der Radialgeschwindigkeit.  Das macht einen spektroskopischen Begleiter sehr wahrscheinlich, eine Umlaufperiode konnte daraus aber nicht bestimmt werden. Die allfälligen Einzelsterne werden als ν Scorpii Da (HR 6026 Ba, HD 145501 Ba) und ν Scorpii Db (HR 6026 Bb, HD 145501 Bb) bezeichnet. ν Scorpii D ist ein Stern des Spektraltyps B9 mit ausgeprägten Silizium-Emissionslinien im Spektrum und wird als Bp-Stern klassifiziert (siehe auch: Pekuliärer Stern). Die Masse des Systems (Da+Db) beträgt schätzungsweise sechs Sonnenmassen.

## Beobachtung
Das Hauptsystem mit 41,1″ Abstand kann schon mit einem Fernglas (auf Stativ) als Doppelstern aufgelöst werden. In einem Fernrohr ab 6 cm Öffnungsweite kann man die Komponenten C und D mit einer Winkeldistanz von 2,4″ in zwei Sterne auflösen, ab mindestens 10 cm Öffnung auch die 1,3″ engen Komponenten A und B. Somit sind mit Amateurinstrumenten visuell insgesamt vier Sterne zugänglich. Zu berücksichtigen ist aber, dass Jabbah in Mitteleuropa relativ horizontnah am Sommerhimmel steht und somit das Seeing die Auflösung erschweren kann.
Mittels Speckle-Interferometrie oder adaptiver Optik können professionelle Teleskope auch die Komponente Ac von Aa/Ab trennen (Abstand: 0,07″).

## Assoziationen
Das Jabbah-System gehört zur Scorpius-Centaurus-Assoziation, genauer gesagt zur Untergruppe Upper Scorpius. Parallaxenmessungen an Jabbah ergaben Entfernungen von 470 ± 60 Lj (Hipparcos-Katalog, bestimmt an ν Scorpii AB) sowie 460 ± 30 Lj (Gaia DR1, bestimmt an ν Scorpii C). Demgegenüber beträgt die Durchschnittsentfernung der Upper-Scorpius-Subgruppe ca. 470 Lj.
Ferner ist Jabbah der beleuchtende Stern für den Reflexionsnebel IC 4592. Der 140 mal 80 Bogenminuten große Nebel erscheint auf langbelichteten Fotografien bläulich und wird im Englischen auch als Blue Horsehead Nebula bezeichnet, da sein Umriss an einen – kopfüber stehenden – Pferdekopf erinnert (nicht zu verwechseln mit dem Pferdekopfnebel im Sternbild Orion).

## Bedeckung durch Mond und Planeten
Jabbah kann als ekliptiknaher Stern vom Mond und sehr selten von Planeten bedeckt werden. Merkur bedeckte Jabbah zuletzt am 14. Dezember 1821 und wird Jabbah nicht vor dem 2. Dezember 2031 wieder bedecken. Die letzte Bedeckung von Jabbah durch Venus erfolgte am 27. Dezember 1852, die nächste wird erst wieder am 30. Dezember 2095 erfolgen. Am 29. Juli 1808 bedeckte Neptun Jabbah.